# Xã Stillwater, Quận Washington, Minnesota
Xã Stillwater (tiếng Anh: Stillwater Township) là một xã thuộc quận Washington, tiểu bang Minnesota, Hoa Kỳ. Năm 2010, dân số của xã này là 2.366 người.